# 波音 (音樂)
波音或上波音（Mordent/Upper Mordent）是樂譜上一種標示裝飾音的方式，與波音相反的是逆波音（Inverted Mordent）或下波音。
兩種波音都是由三個音組成。當樂譜上出現波音符號時，以波音符號標示的音符為主音，演奏者必須快速地順次彈奏主音、高一個(波音)或低一個(逆波音)音及主音一次。
彈奏波音的速度視乎演奏作品的速度而定，當彈奏以上波音及逆波音時，效果大致與此相同：
按此處試聽波音效果，第一段使用了逆波音，第二段則無使用波音。